# 擬家蟻亞科
擬家蟻亞科（学名：Pseudomyrmecinae）陸譯为僞切葉蟻亞科，又名长节蚁亚科。该亞科隸屬於蟻科，與犬蚁亚科的關係最近，包含3個屬，該亞科物種體型修長、眼睛大、樹棲性，主要分布於熱帶及亞熱帶。 部分原始物種具有蜂类行为。
擬家蟻亞科包含3個屬230個物種，模式属为伪切叶蚁属，模式種为细伪切叶蚁（Pseudomyrmex gracilis），其中有32個物種會居住在植物特化的蟲室（domatia）中。

## 屬
- Pseudomyrmecinae Smith, 1952 
  -  Pseudomyrmecini Smith, 1952 
    - 香叶蚁属 Myrcidris（英语：Myrcidris） Ward, 1990 暂无台湾譯名
    -  Pseudomyrmex Lund, 1831 陸譯：僞切葉蟻屬
    -  Tetraponera Smith, 1852